# Pseudotriton
Pseudotriton là một chi động vật lưỡng cư trong họ Plethodontidae, thuộc bộ Caudata. Chi này có 2 loài và không bị đe dọa tuyệt chủng.

## Hình ảnh

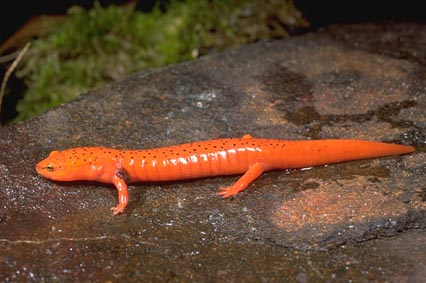
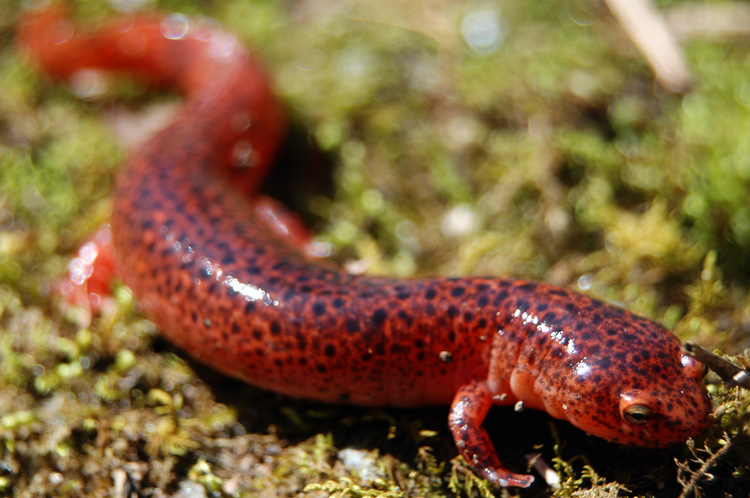